# Интеза (банк)
Банк Интеза (до января 2010 года — КМБ Банк) — крупный российский универсальный банк.

## История
«КМБ Банк» (ЗАО) учреждён в 1992 году как Закрытое акционерное общество «Российский Банк проектного финансирования» Европейским Банком Реконструкции и Развития (ЕБРР), созданным в 1991 году для реализации программ, направленных на оказание поддержки странам Центральной и Восточной Европы, включая СНГ, в процессе перехода к рыночной экономике и развития частного предпринимательства. В 1998 году «Российский Банк проектного финансирования», ранее занимавшийся кредитованием крупных бизнес-проектов, был переориентирован своими акционерами на финансирование малого бизнеса. В 1999 году «Российский Банк проектного финансирования» сменил название на «Банк кредитования малого бизнеса» («КМБ Банк»). В 2000 году банк начал создавать филиальную сеть в регионах, открыв в Нижнем Новгороде свой первый филиал за пределами Москвы. Уже в 2001 году «КМБ Банк» имел пять филиалов и 10 представительств в 15 регионах России, не считая Москвы.
В 2002 году «КМБ Банк» начал привлекать финансирование в России, сначала разместив на российском финансовом рынке собственные векселя, а в ноябре того же года выпустил облигации. В том же 2002 году была создана собственная лизинговая компания — «КМБ-Лизинг».
В 2002 году Конфедерация обществ потребителей назвала «КМБ Банк» лучшим иностранным банком на рынке частных вкладов; в 2004 году Ассоциация российских банков признала КМБ Банк «лучшим банком с участием иностранного капитала, внесшим наибольший вклад в развитие экономики России в 2003 году». Консультативная группа Всемирного Банка CGAP вручила «КМБ Банку» «Приз на финансовую прозрачность» (Financial Transparency Award) за успехи в сфере микрофинансирования и кредитования малого бизнеса в 2006 году.
К лету 2005 года акционерами банка были ЕБРР и Фонд Сороса (по 37 % акций), Немецкое общество инвестиций и развития (ДЕГ ГмбХ) (18,4 %) и голландский фонд Stichting Triodos-Doen (8,1 %). 30 сентября 2005 года компания «Интеза Холдинг Интернешнл СА» завершила сделку по выкупу у прежних акционеров за $90 млн контрольного пакета — 75 % минус одна акция. Оставшиеся 25 % акций плюс одна акция сохранил за собой ЕБРР, но при этом Intesa имеет опцион на покупку этой доли после 2010 года. Став частью международной банковской группы «Интеза Санпаоло», КМБ Банк взял курс на превращение в универсальный банк, предоставляющий полный спектр банковских услуг. В 2008 году «КМБ Банк» прошёл ребрендинг, получив новый логотип — акведук, такой же как у всех банков группы «Интеза Санпаоло». В 2009 году началась реорганизация «КМБ Банка» в форме присоединения ЗАО «Банк Интеза» — дочерней структуры банковской группы «Интеза Санпаоло» в России. С 14 января 2010 года «КМБ Банк» осуществляет свою деятельность под новым названием — ЗАО «Банк Интеза».
14 января 2010 года начал свою деятельность ЗАО «Банк Интеза», в России банк с итальянским капиталом. 100 % акций ЗАО «Банк Интеза» принадлежит «Интеза Санпаоло»
В январе 2010 «КМБ Банк» был реорганизван в форме присоединения к нему ЗАО «Банк Интеза» и изменения наименования на ЗАО «Банк Интеза». В настоящее время стратегия банка направлена на диверсификацию спектра услуг, в основном за счёт развития продуктов для физических лиц и кредитования корпоративных клиентов.

### История рейтинговых оценок
В октябре 2017 года рейтинговое агентство «Эксперт РА» присвоило банку рейтинговую оценку ruA со стабильным прогнозом, в 2021 рейтинг был повышен до ruA+ и ежегодно подтверждается (2022-2024).
В мае 2024 Рейтинговое агентство АКРА присвоило банку рейтинговую оценку AA-(RU) с развивающимся прогнозом, в 2025 году рейтинг был подтверждён.

## Логотип
- В 1999—2008 гг. логотипом было синее кольцо с сине-белой лентой, рядом жирным шрифтом синее слово «КМБ», обычным шрифтом слово «БАНК».
- В 2008—2010 гг. логотипом было символическое изображение древнеримского акведука в виде трёх арок синего, зелёного и красного цвета, жёлтой линией над ними и квадратного обрамления оранжевого цвета, рядом тёмно-зелёным цветом слово «КМБ БАНК»[6].
- С 2010 по настоящее время используется такой же логотип с изменённым названием банка «БАНК ИНТЕЗА».

## Собственники и руководство
Уставный капитал банка — 10 млрд 820 млн рублей. Основной акционер — итальянский банк Intesa Sanpaolo (100%).
- Председатель Совета директоров — Фаллико Антонио[7][8][9]
- Председатель правления — Джанлука Корриас[10][11]
- Члены правления — Леин О. В., Павлычева Т. Ю., Назаров М.А., Васина И.В., Гримайло Е.Э.[12]